# Carel Begeer
Carel Joseph Anton Begeer (Utrecht, 15 oktober 1883 – Voorschoten, 12 november 1956) was een Nederlands edelsmid, ontwerper en directeur van Koninklijke Van Kempen & Begeer.

## Levensloop
Begeer werd geboren als zoon van Anthonie Begeer en Margje Johanna Straver. Zijn vader was een telg uit het Goudse pijpmakersgeslacht Begeer. Begeer trouwde in 1913 met jkvr. dr. Henriëtta Dorothea von Weiler (1890-1976), lid van de familie Von Weiler.
Begeer kreeg een brede opleiding in binnen- en buitenland, op zowel het gebied van handel, als van kunst en techniek. In 1904 werd hij artistiek leider van het bedrijf van zijn vader, de Koninklijke Utrechtse Fabriek van Zilverwerken, waarvan hij in 1908 ook medevennoot werd en – na het overlijden van zijn vader – in 1910 directeur. In 1919 fuseerde zijn bedrijf met 'J.K. van Kempen & Zonen' tot de 'Koninklijke Nederlandsche Edelmetaal Bedrijven Van Kempen, Begeer en Vos' (K.N.E.B.). Na een reorganisatie in 1925 vormde hij – samen met D. Vos – de nieuwe directie.
Begeer was medeoprichter van de Vereniging voor Penningkunst. Hij ontplooide, naast zijn werk als directeur van een onderneming, ook vele bestuurlijke activiteiten. Zo was hij onder meer voorzitter van de Kamer van Koophandel te Utrecht, voorzitter van de Nederlandse Kamer van Koophandel voor Duitsland, voorzitter en bestuurslid van het Departement 's-Gravenhage van de Nederlandse Maatschappij voor Nijverheid en Handel en tevens landelijk hoofdbestuurslid en voorzitter van enkele musea en van een kunstnijverheidsschool. Voor zijn verdiensten werd hij benoemd tot officier in de Orde van Oranje-Nassau. Ook ontving hij diverse buitenlandse onderscheidingen.
Hij publiceerde op zijn vakgebied onder andere een inleiding tot de 'Geschiedenis der Nederlandse Edelsmeedkunst'.

## Trivia
Carel Joseph Anton Begeer werd vernoemd naar zijn vader en zijn oom die beiden directeur van het familiebedrijf zijn geweest en beiden (achtereenvolgens) gehuwd waren met zijn moeder.